# Тростянець (Стрийський район)
Тростяне́ць —  село в Україні, в Стрийському районі Львівської області. Населення становить 547 осіб. Орган місцевого самоврядування — Тростянецька сільська рада.

## Назва
Перші жителі села заснували його на місці боліт, де росла тростина. Від цього і з'явилась назва села.

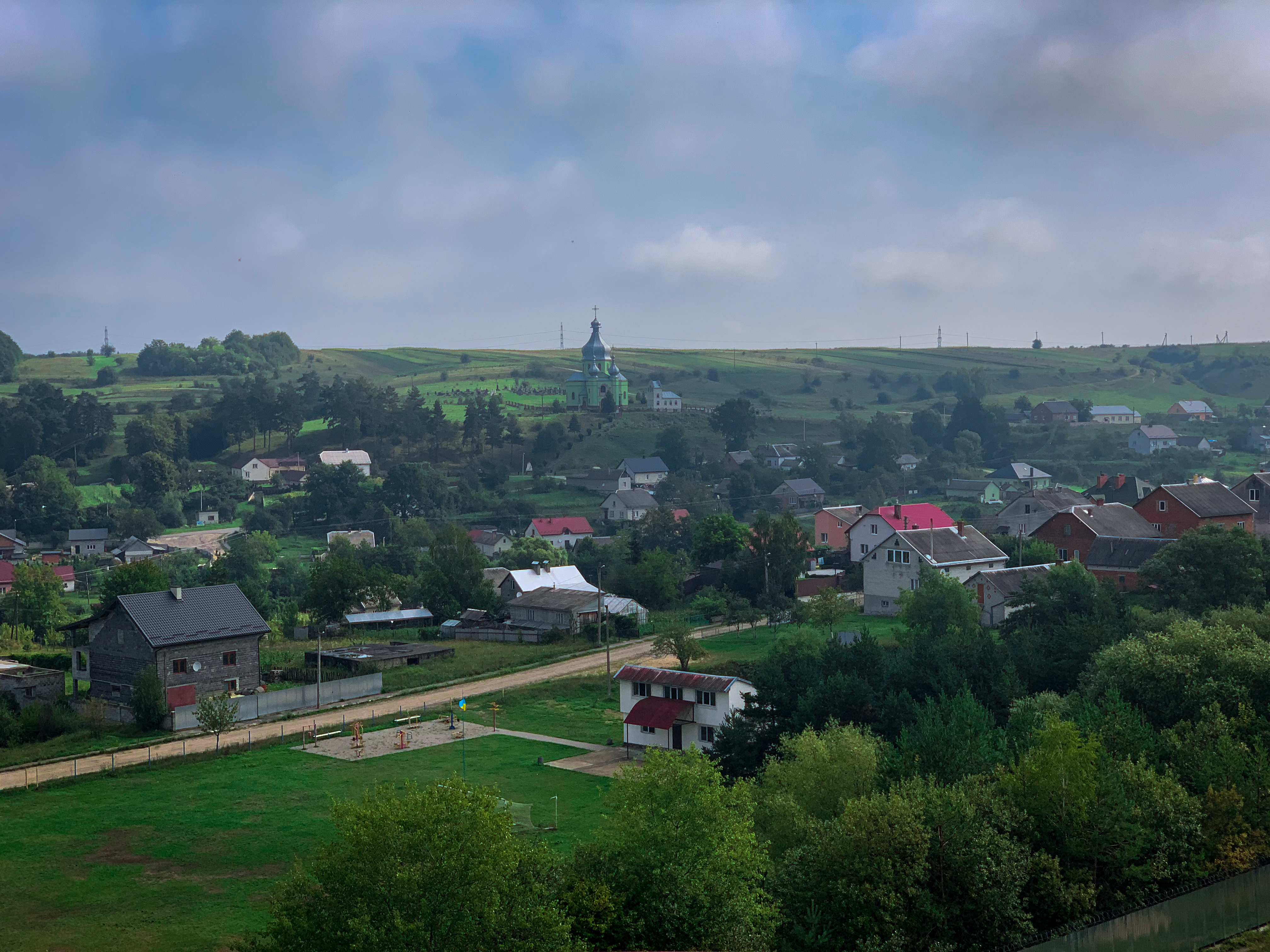

## Географія
Через село тече річка Барбара, ліва притока Зубра.

## Історія
Перші поселення на місці Тростянця датуються VII—VI ст. до н. е., а потім у період черняхівської та хорватської епох. Від часу появи містечка Миколаїв село тяжіло до нього, а парафіяни відвідували тамтешню Спаську церкву.
У другій половині XIX століття в селі відкрито початкову школу. Тепер у Тростянці діє 121 господарство і проживає 499 мешканців. На території Тростянця розташовані зерноочисний комплекс й «Західводбуд». Відбудовано капличку та збудовано церкву Пресвятої Трійці. Через територію села проходить міжнародна автомобільна дорога Київ — Чоп. Працюють дві АЗС.
У селі розташована геологічна пам'ятка природи — Відслонення тортонських пісковиків із скупченням викопної тортонської фауни.

## Населення

### Мова
Розподіл населення за рідною мовою за даними перепису 2001 року:
| Мова       | Кількість | Відсоток |
| ---------- | --------- | -------- |
| українська | 546       | 99.82%   |
| російська  | 1         | 0.18%    |
| Усього     | 547       | 100%     |

## Герб та прапор
Щит перетятий двічі, на золоте, зелене та золоте поля, з вістреподібною главою в обернених кольорах; у зеленому полі – золота сокира на довгому держаку, а над нею 8 срібних ромбів у зірку; у золотих полях виходить по зеленому стеблу тростини (очерету) з листочками (на гербі насправді зображений рогіз, тому герб вважати промовистим помилково). Золота сокира вказує на поселення білих хорватів, які були на землях сучасної територіальної громади; стебла тростини вказують на назву поселення. 8 ромбів уособлюють Тростянець і 7 староств, які творять ОТГ; вістреподібне ділення характеризує особливості місцевого рельєфу.
Автор проєктів — Андрій Гречило.

## На території села діють підприємства
- ТОВ "Гідробуд-М"
- ТОВ "Агробудсервіс"
- Миколаївська міжгосподарська ШБД №38